# انتعاش اقتصادي

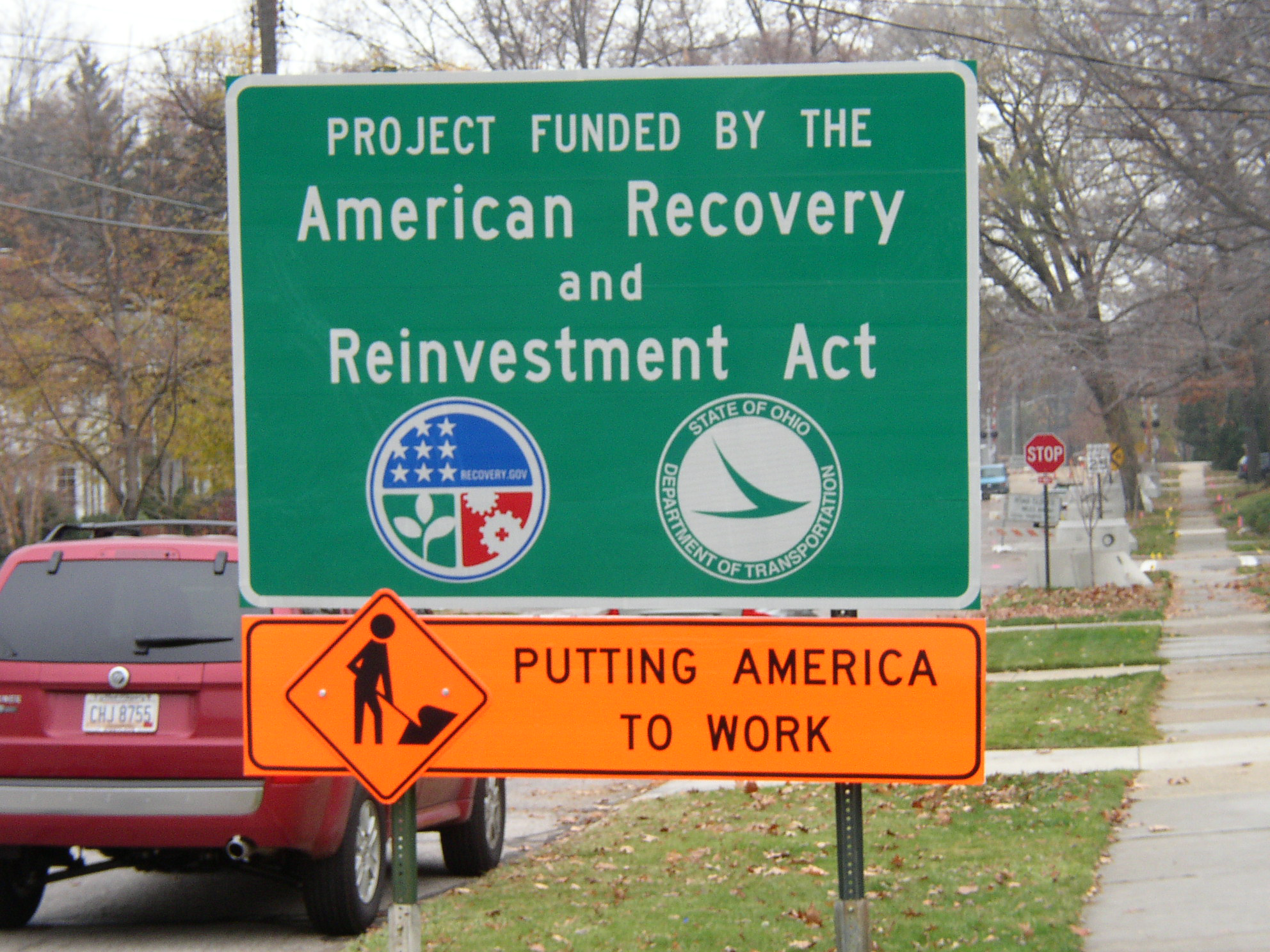

الانتعاش الاقتصادي هو مرحلة من مراحل دورة الأعمال في أعقاب الركود الاقتصادي ومن خلاله يستعيد ويتجاوز الاقتصاد ذروة العمل والرجوع إلى مستويات الإنتاج قبل ازمة الركود.
يتسم عادة بفترة نقاهة أفضل من قبل وبصورة غير طبيعية ارتفاع مستويات النمو في الناتج المحلي الإجمالي الحقيقي، والعمالة، وأرباح الشركات ، وغيرها من المؤشرات.